# Стахове (Столинський район)
Стахове (Стахово, біл. Стахава) — село в Білорусі, у Столинському районі Берестейської області. Орган місцевого самоврядування — Плотницька сільська рада.

## Географія
Розташоване за 5 км на південь від Прип'яті.

## Історія
У 1932 році в селі записували фольклор етнографи Філарет Колеса та Казимир Мошинський. Казимир Мошинський назвав Стахове «чисто українським».

## Населення
За переписом населення Білорусі 2009 року чисельність населення села становила 845 осіб.

## Особистості

### Народилися
- Варенич Єлизавета Петрівна («Галка», «Оля», 1927 — ?), станична юнацької ланки ОУН, підрайонна пропагандистка ОУН, вчителька[3].